# Cinémathèque suisse
La Cinémathèque suisse è una organizzazione svizzera con sede a Losanna. Ha il compito di provvedere alla raccolta, alla conservazione e alla valorizzazione di ogni documento, cinematografico e non, legato alla storia del cinema. Grazie al suo riconoscimento da parte della Confederazione, la Cinémathèque gode di uno statuto nazionale. A questo titolo, in mancanza di un deposito legale per le opere cinematografiche, essa archivia dal 1972 tutti i film premiati dal Dipartimento federale dell'interno.

## Storia

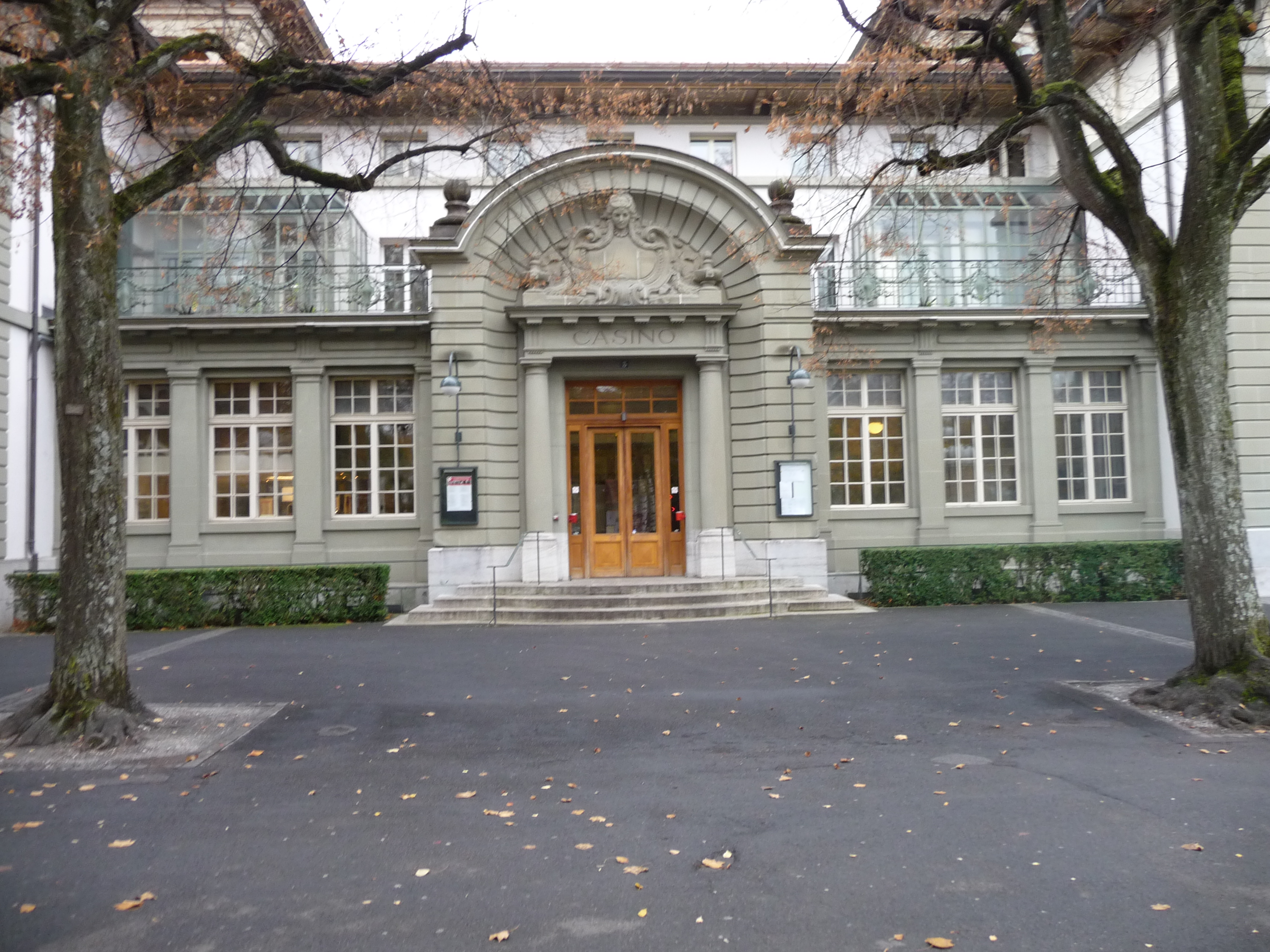
Sede dell'associazione presso il casinò di Montbenon

Fondata nel 1948 e inaugurata nel 1950, la Cinémathèque suisse assunse in breve tempo un ruolo chiave nella formazione di una cultura cinematografica in Svizzera, in particolare tramite i cineclub. Una vocazione che la cineteca ereditò, assieme alla sua prima collezione, dall'Archivio cinematografico svizzero, primo ente del genere creato in Svizzera a Basilea e operante dal 1943 al 1948. La presenza quasi esclusiva sul mercato svizzero di pellicole importate ha permesso alla cineteca di riunire una vasta collezione di lungometraggi stranieri, depositati dai distributori cinematografici alla scadenza dei contratti commerciali. Per questa operazione viene impiegato circa il 90% dei fondi.
Il suo intervento attivo nell'ambito della salvaguardia del patrimonio cinematografico iniziò nel 1971. Dapprima semplice associazione, fondazione dal 1981, la Cinémathèque suisse è membro attivo della Fédération internationale des archives du film e membro fondatore di Memoriav, associazione per la salvaguardia della memoria audiovisiva svizzera, fondata nel 1995. È stata diretta dal 1948 al 1951 da Claude Emery, presidente della Federazione svizzera dei cineclub, da Freddy Buache tra il 1951 e il 1996, che ha profondamente marcato la storia della cineteca svizzera, da Hervé Dumont tra il 1996 al 2008, da Marc Wehrlin ad interim tra il 2008 e il 2009 e infine da Frédéric Maire a partire dal 2009. Dal 1981 ha una sua sede e delle sale di proiezione presso il casinò di Montbenon a Losanna e dal 2002 un centro di documentazione a Zurigo. L'ampliamento dagli anni 2010 del suo centro di archiviazione di Penthaz, aperto nel 1991, ha segnato una tappa decisiva nello sviluppo dell'istituzione.